# Liliovník tulipánokvětý v Třebovicích
Liliovník tulipánokvětý v Třebovicích, nazývaný také Liliovník v Třebovicích, je památný listnatý strom liliovník tulipánokvětý (Liriodendron tulipifera L.) v Třebovickém parku v městském obvodu Třebovice statutárního města Ostrava.

## Historie a popis stromu
Dne 1. ledna 1990 byl Magistrátem města Ostrava vyhlášen památným stromem. Strom se nachází v nadmořské výšce 221,5 m a podle údajů z roku 1990:
| Obvod kmene (ve výčetní výšce): | 3,53 m                                                       |
| Výška stromu:                   | 34,0 m                                                       |
| Ochranné pásmo stromu:          | vyhlášené v souladu se zákonem (svislý průměr koruny stromu) |
| Datum prvního vyhlášení:        | 1. ledna 1990                                                |
| Odhad stáří stromu k roku 2023  | asi 180 let                                                  |

Kvůli prosychání byl strom byl ošetřen ořezem suchých větví a zastřešením menších dutin. Z důvodů zabránění rozlomení koruny byly silné větve zpevněny založením bezpečnostní vazby z ocelových lan. Liliovník je v dobré kondici.[zdroj?]

## Další informace
Strom je celoročně volně přístupný.

## Galerie

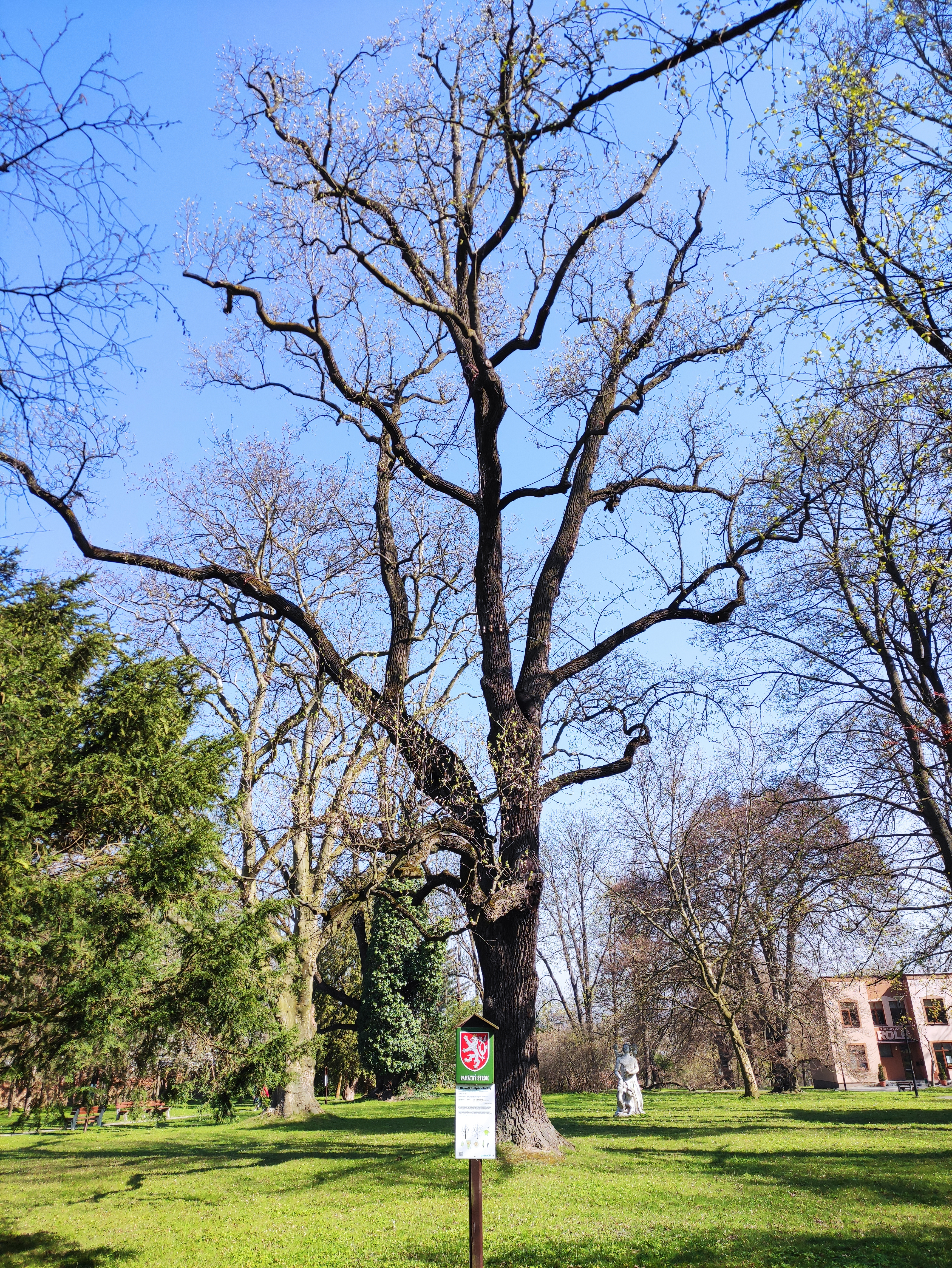
strom (duben 2023)
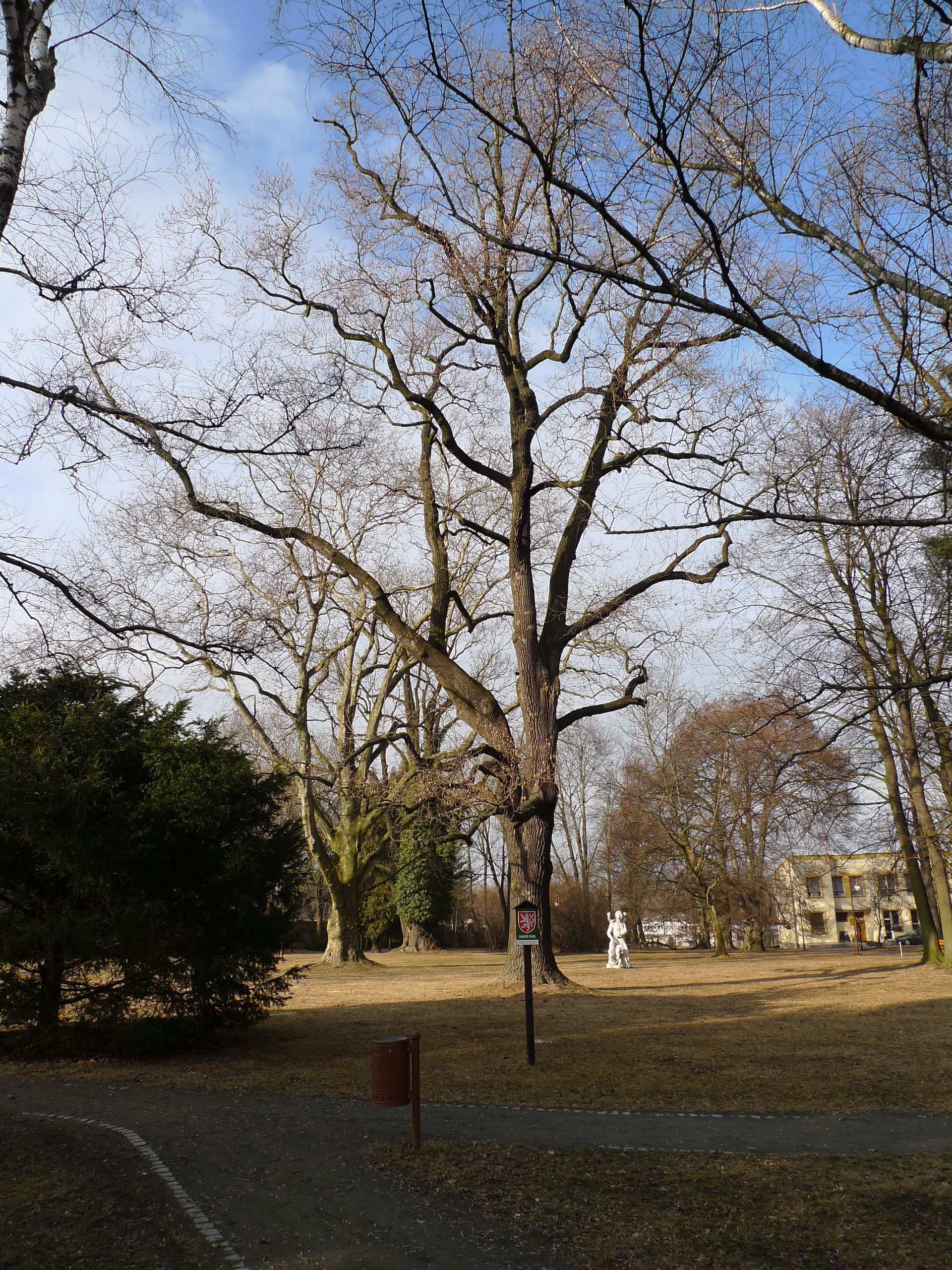
Strom (březen 2012)
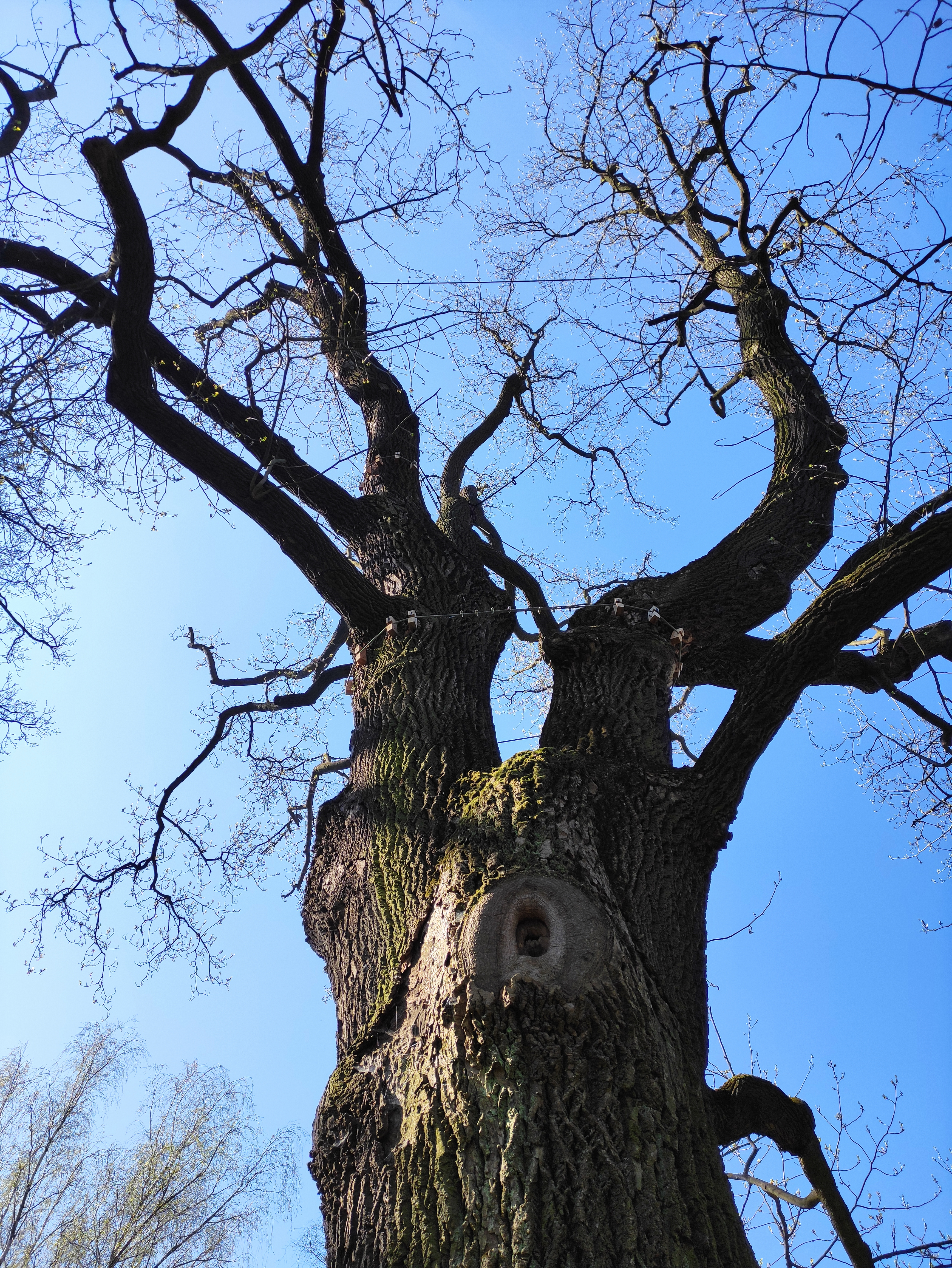
kmen (duben 2023)